# 疋田景兼
疋田景兼（1537年？—1605年？）是日本戰國時代到江戶時代前期的武將、劍豪。將上泉信綱（上泉伊勢守）所創的新陰流改編成為疋田陰流劍術和新陰疋田流槍術的創始人。有傳聞他是信綱的外甥。通稱豐五郎（也寫作文五郎、分五郎）。號小伯（也寫作虎伯）。晩年自稱栖雲齋。

## 來歷
出生於加賀国石川郡，據說其母為上泉信綱的姐姐。向信綱學習劍術而跟隨在他身邊，傳說在赤城山進行劍術修行並且負責照顧信綱的生活。跟隨信綱服侍長野家而活躍於長野家與武田家及北條家的戰鬥之中。在長野業盛自殺而使長野家滅亡後，與進行武術修行的信綱一起離開。據說在永祿6年（1563年）代替信綱接受當時被稱為畿内第一的柳生宗嚴的三次挑戰而全勝，但這是江戶時代的記載，尾張柳生家中的記載則是由信綱自己接受挑戰，另外也有記載是鈴木意伯（神後伊豆守）接受挑戰的文獻。不管如何，宗嚴都因為敗戰而知道自己的不足，於是立刻成為信綱的弟子。
在柳生之里與信綱告別後，單獨遊歷各地進行修行，之間也擔任過織田信忠、豐臣秀次、黑田長政等人的兵法老師。由於劍術無敵之故，所以曾有在接受他人挑戰時會先說出「你的架勢真差」（その構えは悪しうござる）而直接進行攻擊的逸話。
另外也曾在德川家康面前進行比武，但家康批評他是「匹夫之劍」而因此加入柳生宗嚴門下的小故事，但這個故事因為是讚揚柳生家而被說是後世的創作。由於德川家康也曾向奧山休賀齋（也寫作奧平久賀齋）所創的新陰流流派之一的神影流學習過，所以似乎沒有必向新陰四天王之一的景兼有這麼嚴厲的批評，而且這個小故事在織田信長時就已經存在。不過因為景兼曾指導過織田信忠及豐臣秀次等人而不受重用，所以讓柳生流能因此扶搖而上。
之後出仕於豐前小倉的細川家及肥前唐津寺澤家。但依然未停止流浪，據說最後死於大坂城。
其武術由兒子疋田景吉繼承。之後由山田勝興繼承（寺澤家仕官時，景兼的弟子）並且稱為「疋田陰流」。此外也有寺澤半平、上野景用、坂井半助、香取新左衛門、中江新八（創立拔討流）、豬多重能（新陰疋田流槍術的集大成者）等弟子。
從細川家仕官時代的景兼弟子上野景用所流傳下來的劍術，在細川家被移封到熊本後，也跟著傳到熊本藩。江戶時代中期藩裡的劍術師父由上野家變成和田家，另外包含從上野家所學而獨立出來的橫田家、速水家等，而由五個家族各自傳承下來。但只有和田家流傳承至今。在熊本藩的史料中，柳生家的新陰流被叫作「柳生流」「當流神影流」，疋田的新陰流則被稱為「新陰流」。為了和其他的新陰流流派區別，也被叫作「肥後・新陰流」，但在昭和初期，其流派名則被稱為「新陰流」。

## 相關書籍
- （岩明均著 秋田書店 Young Champion連載）－以疋田景兼為主角的漫画。

## 外部連結
- 侏（疋・引）　田豐五郎新當流起請文ー雲林院弥四郎入道宛ー
- 武蔵最後的決鬥相手－伊勢的劍豪　雲林院光成 （页面存档备份，存于）